# Sumner (Washington)
Sumner é uma cidade localizada no estado norte-americano de Washington, no Condado de Pierce.

## Demografia
Segundo o censo norte-americano de 2000, a sua população era de 8504 habitantes.
Em 2006, foi estimada uma população de 9474, um aumento de 970 (11.4%).

## Geografia
De acordo com o United States Census Bureau tem uma área de
17,4 km², dos quais 17,3 km² cobertos por terra e 0,1 km² cobertos por água. Sumner localiza-se a aproximadamente 39 m acima do nível do mar.

## Localidades na vizinhança
O diagrama seguinte representa as localidades num raio de 8 km ao redor de Sumner.